# فاليري برين
فاليري برين (بالإنجليزية: Valerie Perrine)‏ هي عارضة وممثلة أمريكية، ولدت في 3 سبتمبر 1943 في الولايات المتحدة.

## أعمال

### أفلام
- (1971) الماس للأبد[7]
- (1974) ليني
- (1978) سوبرمان[8][9]
- (1980) سوبرمان 2
- (1981) ذا كانونبول رن[10]
- (1998) 54[11]
- (2000) ما تريده النساء[12]

## ترشيحات
- جائزة الأوسكار لأفضل ممثلة، عن عمل: ليني (1974)

## وصلات خارجية
- فاليري برين على موقع IMDb (الإنجليزية)
- فاليري برين على موقع روتن توميتوز (الإنجليزية)
- فاليري برين على موقع ألو سيني (الفرنسية)
- فاليري برين على موقع تيرنر كلاسيك موفيز (الإنجليزية)
- فاليري برين على موقع أول موفي (الإنجليزية)
- فاليري برين على موقع قاعدة بيانات الأفلام السويدية (السويدية)
- فاليري برين على موقع إن إن دي بي (الإنجليزية)
- فاليري برين على موقع أول ميوزيك (الإنجليزية)
- فاليري برين على موقع ديسكوغز (الإنجليزية)
- فاليري برين على موقع قاعدة بيانات الفيلم (الإنجليزية)